# 篠原温亭
篠原 温亭（しのはら おんてい、1872年3月9日（明治5年2月1日） - 1926年（大正15年）9月2日）は、俳人、小説家。

## 概略
1872年（明治5年）、熊本県宇土郡宇土町（現・宇土市）に生まれる。本名は英喜。別号に松濤、家巣など。父親は漢学塾長。京都本願寺文学寮（現・龍谷大学）に学んだのち上京し、徳富蘇峰が主宰する「國民新聞」に勤め活躍した。
その傍ら、ホトトギス同人となり、正岡子規、高浜虚子らに俳句を学んだ。温厚な人柄で、人望があった。1922年（大正11年）、俳誌「土上（どじょう）」を嶋田青峰らと共に刊行した。俳句は「温籍高雅」の作風で、虚子編「新歳時記」には27句が採用されている。1926年（大正15年）、55歳で脳溢血により没した。墓所は「帰命山養玉院如来寺」（東京都品川区西大井5-22-25）にある。
著書は、小説「不知火」「二年越」「昔の宿」、随筆「その後」などがあり、没後に嶋田青峰により「温亭句集」が編纂・刊行された。長女小枝子は柴田宵曲と結婚した。

## 句碑
大井の大仏（おおぼとけ）として親しまれている「帰命山養玉院如来寺」（品川区西大井5-22-25）の参道途中右側のイチョウ古木前に、温亭句碑（1985年建立）がある。
- 一本の銀杏を廻り落葉掃く

調布市の深大寺の境内の香炉すぐ横に、調布俳句会の指導者であり、深大寺句会で詠んだ温亭句碑がある。
- はせ栗の落つれば拾ふ住居哉

熊本県宇土市の旧城下町の面影を残す船場橋・通称眼鏡橋の端に、温亭句碑がある。
- 新涼や水深くみて橋渡る[4]